# Hyboscarta andina
Hyboscarta andina är en insektsart som beskrevs av Schmidt 1918. Hyboscarta andina ingår i släktet Hyboscarta och familjen spottstritar. Inga underarter finns listade i Catalogue of Life.